# Joseph Edgar
Joseph Edgar est un auteur-compositeur-interprète originaire de Moncton, au Nouveau-Brunswick.

## Biographie

### Enfance et formation
Originaire de Moncton, Joseph Edgar, de son vrai nom Marc Poirier, a entrepris des études en arts visuels.

### Carrière
Joseph s'est d'abord fait connaître sur la scène musicale du Nouveau-Brunswick en tant que leader de la formation Zéro Degré Celcius. Il peaufine son art et sa musique dans les années 1990-2000 avec la formation. En 2004, il lance son premier album solo, La lune comprendra de manière indépendante. S'ensuivront trois autres opus indépendants : Oh Mama (2008), Le train qui s'en vient... (2009) et Interstices (2011). Son répertoire s'inscrit dans le style folk et rock, avec des paroles qui s'inspirent de la vie quotidienne et de ses observations sur la société.
En 2011, après une visite dans le but d'enregistrer l'album Interstices, Joseph Edgar prend la décision de s'installer à Montréal. Il sort un mini-album intitulé Le Joseph Edgar EP.
En 2014, Joseph Edgar s'allie à la maison de disque montréalaise Ste-4 pour la production et la mise en marché de son album Gazebo, réalisé par Simon Godin.
En 2014-2015, sa chanson Espionne russe de l'album Gazebo connaît un fort succès qui lui vaudra presque cinq millions de vue sur YouTube. La chanson avait été mise en ligne en avril 2014.
En 2016, Joseph Edgar collabore avec la chanteuse acadienne Lisa Leblanc sur certaines chansons de l'album Ricochets.
Passé sous l'étiquette de Rosemarie Records, Joseph Edgar sort deux 45 tours numériques en 2017 et 2018 : Jusqu'au boutte /  Entre les craques et Boule miroir / Faire l'étoile.
En septembre 2018, Joseph Edgar prend part au documentaire radio-canadien Vague d'Acadie dans lequel il enquête sur le succès des artistes acadiens au Québec. Vague d'Acadie, écrit et réalisé par Phil Comeau et produit par Connections Productions, a d'ailleurs été nommé aux Gémeaux pour meilleure série documentaire. Le documentaire a remporté deux prix : le meilleur long métrage documentaire au Around International Film Festival en 2019 et la meilleure photographie au Euro Film Festival de Genève en 2020.
On pourra aussi voir l'artiste en vedette dans le documentaire Le royaume perdu à l'été 2019. Il y suit les traces de Samuel de Champlain et de Giovanni Verrazano en Nouvelle-Écosse.
En 2019, Joseph Edgar fait paraître un album-événement 2004-2019 Point Picot comprenant 25 chansons, dont des reprises, des chansons enregistrées en spectacle, et des chansons inédites, comme l'extrait Loin, loin, loin.
À l'automne 2020, il lance un mini album surprise intitulé Peut-être un rêve. Comprenant 5 chansons originales, l'album a été réalisé en 4 semaines seulement. En mai 2021, Peut-être un rêve II voit le jour, une suite éclectique de 6 titres, tantôt touchante, tantôt légère, incluant une reprise de la chanson Innocent When You Dream de Tom Waits.

## Discographie
2004: La lune comprendra
| No  | Titre                              | Durée |
| --- | ---------------------------------- | ----- |
| 1.  | Symmétries                         | 02:31 |
| 2.  | Épouvantail (avec Marie Jo Thério) | 03:51 |
| 3.  | Bombe sous les bras                | 05:32 |
| 4.  | La lune comprendra                 | 03:02 |
| 5.  | Tranquille pour astheure           | 03:13 |
| 6.  | Chanson de dune                    | 02:32 |
| 7.  | Incalculable                       | 03:09 |
| 8.  | Mars attaque                       | 02:15 |
| 9.  | Pré-rite (bonus)                   | 00:12 |
| 10. | Rite                               | 03:01 |
| 11. | Juste une seconde (bonus)          | 02:53 |

2008: Oh Mama
| No  | Titre                      | Durée |
| --- | -------------------------- | ----- |
| 1.  | Shu juste bien             | 03:11 |
| 2.  | Oh ma ma!                  | 02:35 |
| 3.  | Fantôme de blanchard       | 02:44 |
| 4.  | Craque dans l'temps        | 03:26 |
| 5.  | 400 pas                    | 03:32 |
| 6.  | Chemin connu               | 03:18 |
| 7.  | Sous la lumière des choses | 02:40 |
| 8.  | Sandrine                   | 03:42 |
| 9.  | Chanson pour GL            | 03:06 |
| 10. | Rue des églises            | 04:33 |

2009: Y'a un train qui s'en vient...
| No  | Titre                       | Durée |
| --- | --------------------------- | ----- |
| 1.  | Voilà notre cas             | 06:02 |
| 2.  | Rêves volés                 | 02:03 |
| 3.  | En face de deux îles        | 03:43 |
| 4.  | Cri de goéland              | 04:28 |
| 5.  | Ô Marie deusse              | 04:11 |
| 6.  | La ballade de Jo Stehelin   | 04:38 |
| 7.  | Derrière ces murs           | 04:13 |
| 8.  | Entre les stations          | 01:54 |
| 9.  | Secousses                   | 03:09 |
| 10. | Y'a un train qui s'en vient | 04:16 |
| 11. | Œil de l'ouragan            | 04:56 |

2011: Le Joseph Edgar EP
| No | Titre                                   | Durée |
| -- | --------------------------------------- | ----- |
| 1. | Secousses                               | 04:37 |
| 2. | Nouvelles du soir                       | 02:34 |
| 3. | Feathers and Tar                        | 03:43 |
| 4. | Ne t'en fais pas (just a vampire, baby) | 04:47 |
| 5. | Cri de goéland                          | 04:37 |
| 6. | Chemin connu                            | 02:25 |

2012: Interstices
| No  | Titre                                   | Durée |
| --- | --------------------------------------- | ----- |
| 1.  | Sans jamais parler du vent              | 02:12 |
| 2.  | Pont Mackay                             | 03:58 |
| 3.  | Nouvelles du soir                       | 02:36 |
| 4.  | Chemin connu                            | 02:22 |
| 5.  | Ne t'en fais pas - Just a vampire, Baby | 04:47 |
| 6.  | Interstices                             | 04:44 |
| 7.  | Route 56                                | 03:53 |
| 8.  | Feathers and Tar                        | 03:45 |
| 9.  | This is My Heart - Sous le gros soleil  | 02:56 |
| 10. | Head in the Clouds                      | 03:11 |
| 11. | Secousses                               | 04:07 |
| 12. | Le fantôme de Blanchard                 | 03:35 |
| 13. | Slip Away - Through the Promise         | 03:31 |
| 14. | Tu m'avais, tu m'aurais                 | 02:28 |

2014: Gazebo (Ste-4 musique)
| 1.    | Alors voilà            | 02:42 |
| 2.    | Le train du Canada     | 03:18 |
| 3.    | Espionne russe         | 03:32 |
| 4.    | Autour du gazebo       | 02:18 |
| 5.    | Dur à comprendre       | 03:06 |
| 6.    | 1,2,3...               | 03:17 |
| 7.    | Frontal Lobotomy Thing | 03:14 |
| 8.    | Song for the Fall      | 04:05 |
| 9.    | Fait beau dehors       | 03:29 |
| 10.   | Le retour de Bill      | 03:05 |
| 32:00 |                        |       |

2016: Ricochets (Ste-4 musique)
| No  | Titre                       | Durée |
| --- | --------------------------- | ----- |
| 1.  | Appel général               | 03:35 |
| 2.  | Braises d'été               | 03:28 |
| 3.  | Lights Out (Fille moderne)  | 04:27 |
| 4.  | Jo, Jane et Jim             | 03:49 |
| 5.  | Horizon                     | 03:00 |
| 6.  | Tout ce que j'ai pu dire    | 03:58 |
| 7.  | Chanson de dune (revisitée) | 03:30 |
| 8.  | Into the Peaceful Valley    | 03:10 |
| 9.  | Overdrive Voodoo            | 02:32 |
| 10. | Dormez, les enfants         | 04:58 |
| 11. | Mashkoui                    | 03:45 |

2017: Jusqu'au boutte / Entre les craques (Rosemarie Records)
| No | Titre             | Durée |
| -- | ----------------- | ----- |
| 1. | Jusqu'au boutte   | 03:21 |
| 2. | Entre les craques | 02:57 |

2018: Boule miroir / Faire l'étoile (Rosemarie Records)
| No | Titre          | Durée |
| -- | -------------- | ----- |
| 1. | Boule miroir   | 03:45 |
| 2. | Faire l'étoile | 02:59 |

2019: 2004-2019 Point Picot (Rosemarie Records)
| No  | Titre                                                 | Durée |
| --- | ----------------------------------------------------- | ----- |
| 1.  | Jusqu'au boutte                                       | 03:41 |
| 2.  | Chemin connu                                          | 02:23 |
| 3.  | Route 56                                              | 03:52 |
| 4.  | Sans jamais parler du vent                            | 02:10 |
| 5.  | Braises d'été                                         | 04:00 |
| 6.  | Jo, Jane et Jim                                       | 07:19 |
| 7.  | Black Jetta Blues                                     | 02:06 |
| 8.  | Entre les craques (le calepin d'un flâneur partie II) | 02:59 |
| 9.  | Espionne russe                                        | 04:52 |
| 10. | Song for the Fall                                     | 04:37 |
| 11. | Oh ma ma!                                             | 02:33 |
| 12. | Alors Voilà                                           | 03:50 |
| 13. | Sous la lumière des choses                            | 02:41 |
| 14. | Chanson de dune                                       | 04:17 |
| 15. | Mashkoui                                              | 06:09 |
| 16. | Pont Mackay                                           | 04:34 |
| 17. | Épouvantail                                           | 03:50 |
| 18. | Voilà notre cas                                       | 05:12 |
| 19. | Faire l'étoile                                        | 02:59 |
| 20. | Mille requiems                                        | 03:07 |
| 21. | Y'a un train qui s'en vient                           | 04:16 |
| 22. | Boule Miroir                                          | 04:20 |
| 23. | Overdrive Voodoo                                      | 03:00 |
| 24. | Le retour de Bill                                     | 03:04 |
| 25. | Loin, loin, loin                                      | 02:41 |

2020: Peut-être un rêve (Rosemarie Records)
| No | Titre                     | Durée |
| -- | ------------------------- | ----- |
| 1. | Martine dit...            | 02:44 |
| 2. | Peut-être un rêve         | 03:01 |
| 3. | Petite pluie              | 02:27 |
| 4. | Une autre histoire de con | 03:08 |
| 5. | Le highway m'appelle      | 03:22 |

2021: Peut-être un rêve II (Rosemarie Records)
| No | Titre                       | Durée |
| -- | --------------------------- | ----- |
| 1. | Prière de ne pas déranger   | 02:43 |
| 2. | L'amour est dans le parc    | 03:30 |
| 3. | Où es-tu, JP?               | 02:11 |
| 4. | Sirène, sirène              | 02:57 |
| 5. | Entre le Louve et le volant | 03:30 |
| 6. | Innocent When You Dream     | 03:24 |

## Prix et distinctions
En 2015, Joseph Edgar reçoit une première nomination à l'ADISQ dans la catégorie chanson populaire de l'année pour Espionne russe.
En 2016, il est l'un des deux lauréats du prix Édith Butler de la Fondation de la Société professionnelle des auteurs et compositeurs du Québec (SPACQ) qui célèbre la francophonie canadienne.

## Autres

### Talents de dessin
Joseph Edgar met à profit ses études en arts visuels et partage ses dessins avec son public dans certains de ses vidéoclips, notamment celui de Espionne russe , de Alors voilà et de Boule miroir.

### Poésie
Il publie en 1994 un recueil de poésie sous son nom complet, Marc Joseph Edgar Poirier.

### Problèmes de santé
En juillet 2018, Joseph Edgar annonce qu'il doit annuler une série de spectacles en raison d'une bosse au cou qui le forcera à se remettre sur pied après une chirurgie et une maladie qui aura duré trois mois. Parmi la série de spectacles annulés figuraient des représentations en Belgique.

### Implication sociale et politique
Joseph Edgar se pose en fervent défenseur de la culture acadienne et du français. Il prend fréquemment la parole publiquement pour défendre ses idées.